# Lyoto Machida
Lyoto Carvalho Machida (Salvador, 30 maggio 1978) è un lottatore di arti marziali miste brasiliano di origini giapponesi.
Combatte nella divisione dei pesi medi per l'organizzazione statunitense Bellator MMA. In passato ha combattuto anche nella UFC, nella quale è stato campione dei pesi mediomassimi tra il 2009 e il 2010 quando vinse il titolo contro Rashad Evans e lo perse - assieme alla propria imbattibilità - alla seconda difesa nel rematch contro il connazionale Mauricio Rua; nel 2011 ebbe la possibilità di tornare campione dei mediomassimi con la sfida contro Jon Jones, vinta da quest'ultimo, e nel 2014 ha lottato senza successo anche per la cintura dei pesi medi UFC.
Ha un fratello maggiore, Chinzô, anch'egli lottatore professionista di MMA nella divisione dei pesi piuma sempre della Bellator MMA.

## Carriera nelle arti marziali miste

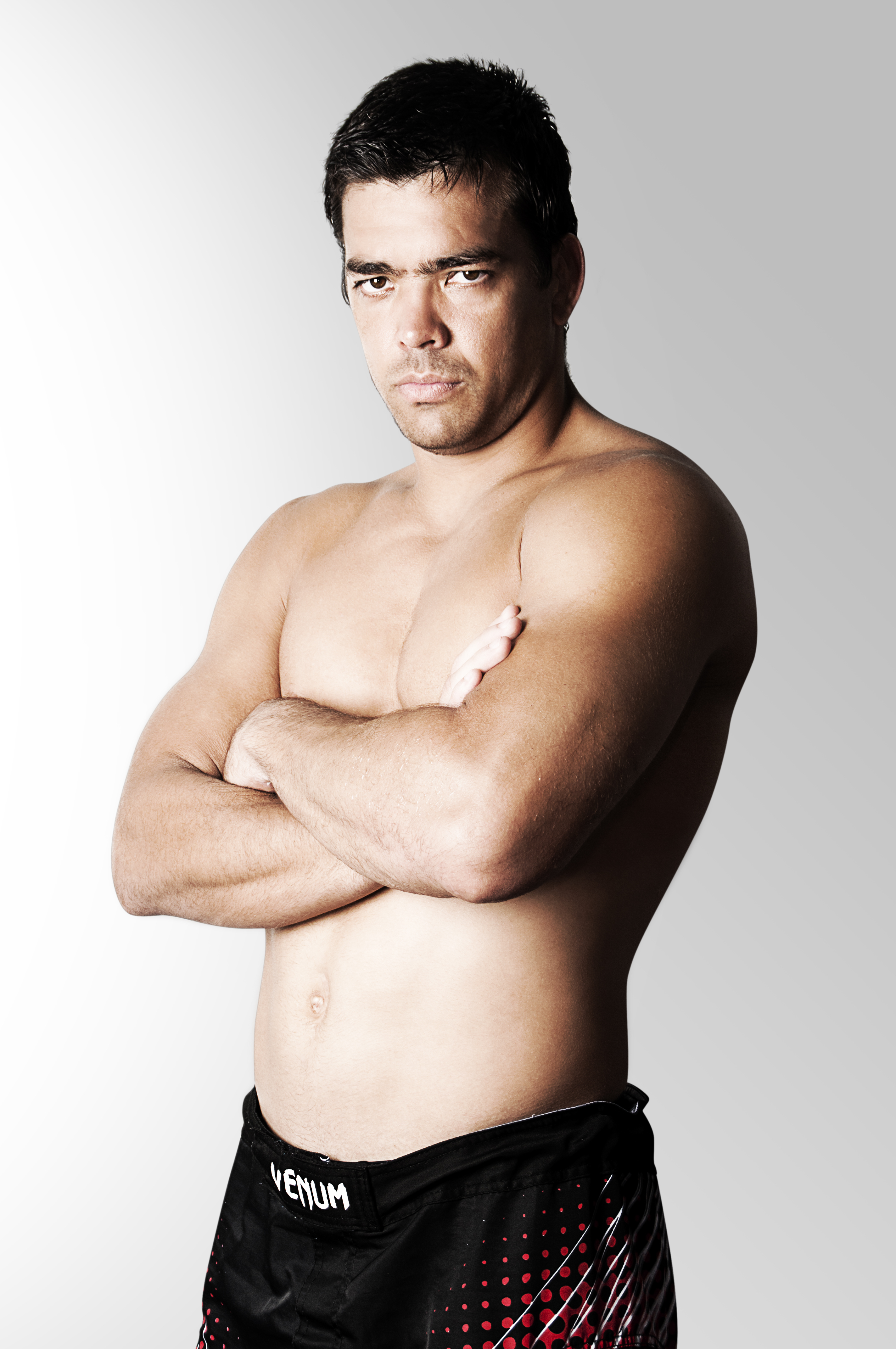
Lyoto Machida in una foto artistica di Marcos Joel Reis

Machida inizia la sua carriera nelle arti marziali miste sotto la custodia del leggendario ex wrestler giapponese Antonio Inoki: il 2 maggio 2003 sconfigge Kengo Watanabe per decisione unanime nel suo debutto professionistico nella New Japan Pro-Wrestling a Tokyo. Nel secondo combattimento vince contro Stephan Bonnar per KO tecnico a Manaus in Brasile. Il terzo incontro lo vince contro il futuro campione dei pesi medi UFC Rich Franklin per KO tecnico al secondo round.
In seguito Lyoto debutta nella federazione K-1, dove sconfigge nell'ordine Michael McDonald, il karateka Sam Greco e soprattutto la futura leggenda della UFC B.J. Penn per decisione unanime.

### Ultimate Fighting Championship
Machida fa il suo debutto in UFC nella card preliminare dell'evento UFC 67: All or Nothing contro Sam Hoger vincendo per decisione unanime. L'incontro seguente, col debutto nella card principale ad UFC 70: Nations Collide, lo vince per decisione unanime contro David Heath.
Ad UFC 76 combatte e vince contro il judoka e veterano della Pride Kazuhiro Nakamura: Machida vince per decisione unanime e Nakamura viene in seguito squalificato per essere risultato positivo alla marijuana.
Ad UFC 79 sconfigge Rameau Thierry Sokoudjou, al debutto nella federazione, per sottomissione. L'incontro successivo per Lyoto si svolge ad UFC 84 contro l'ex campione di categoria Tito Ortiz in quella che sarebbe stata la sua ultima apparizione nella federazione prima di una lunga disputa col presidente Dana White: Machida vince per decisione unanime.
Successivamente Machida avrebbe dovuto incontrare Thiago Silva ad UFC 89, ma l'incontro venne posticipato ad UFC 94 a causa di alcuni problemi fisici di Silva. Lyoto vince mandando KO il suo avversario nell'ultimo secondo del primo round vincendo per la prima volta il premio Knockout of the Night.
A fine 2009 Machida è in lizza per il premio ESPYS "Best Fighter" per la sua categoria in compagnia di Anderson Silva, Manny Pacquiao e Shane Mosley; il premio viene però vinto dal boxer filippino.

### Campione dei pesi mediomassimi UFC
A UFC 98 Machida affronta il campione dei pesi mediomassimi Rashad Evans in uno scontro tra imbattuti: Lyoto mette quasi al tappeto l'avversario al primo round mentre Evans combatte senza molti risultati; nel secondo round Evans sperimenta una serie di accurati pugni di Machida che lo mandano al tappeto: Machida vince per KO e viene incoronato nuovo campione, vincendo di nuovo il premio Knockout of the Night e continuando così la sua corsa da imbattuto.

### Il controverso incontro con Rua e il rematch
A UFC 104 si tenne la prima difesa del titolo di Machida contro "Shogun" Mauricio Rua, che nel frattempo aveva sostituito nel ruolo di primo sfidante Quinton Jackson impegnato come coach nel reality show The Ultimate Fighter: Machida vince un match equilibratissimo per decisione unanime, ma il pubblico dell'arena contesta sonoramente la decisione eleggendo Rua vincitore morale della contesa; poco dopo diversi atleti della federazione come Junior dos Santos, Antônio Rodrigo Nogueira, Anderson Silva, Rafael Cavalcante e José Aldo si schierarono in favore della vittoria di Rua.
A causa di tali controversie l'8 maggio 2010, a UFC 113, Machida e Rua si affrontarono nuovamente: entrambi iniziarono lo scontro con aggressività ma al minuto 3:30 del primo round Rua mandò KO Lyoto dopo aver evitato un gancio e colpendolo ripetutamente dopo averlo mandato al tappeto; Machida venne sconfitto per la prima volta in carriera e perse la cintura di campione assoluto.

### Ritorno ai combattimenti e occasione per la cintura
Al ritorno nell'ottagono Machida affrontò Quinton “Rampage” Jackson ad UFC 123: Machida viene sconfitto per la seconda volta consecutiva per decisione non unanime in un match di nuovo molto controverso tanto che l'ex avversario Mauricio Rua, Randy Couture e Anderson Silva nelle interviste post-incontro dichiarano che secondo loro aveva vinto Lyoto.
Il ritorno alla vittoria per Machida avviene ad UFC 129 proprio contro Couture per KO grazie ad un preciso calcio frontale volante che gli fa vincere per la terza volta il premio Knockout of the Night: tale gesto tecnico venne altresì indicato come il miglior KO del 2011 dal sito specializzato Sherdog.com.
Questa vittoria riportò Lyoto in cima alla sua categoria e infatti il suo successivo match è un incontro titolato contro il campione Jon Jones programmato per UFC 140 il 10 dicembre 2011: durante il main event della serata "The Dragon" disputa un buon primo round ma nel secondo, dopo aver subito una gomitata al sopracciglio che lo fa sanguinare, viene sconfitto da Jones tramite una ghigliottina in piedi. Entrambi vinsero il premio Fight of the Night.
Nel 2012 torna alla vittoria stendendo in modo spettacolare il top 10 di categoria Ryan Bader. Il 23 febbraio 2013 affronta l'ex stella della Pride Dan Henderson vincendo per decisione a maggioranza un match molto equilibrato, ottenendo così la possibilità di sfidare nuovamente il campione Jon Jones; la UFC, tuttavia, preferì dare una possibilità per il titolo all'altro primo contendente Alexander Gustafsson e così Machida in agosto affrontò il contendente numero 7 Phil Davis combattendo per la prima volta in Brasile nella sua carriera in UFC: Machida venne sconfitto ai punti nonostante molti spettatori, tra questi il presidente Dana White, ritennero che Machida aveva fatto a sufficienza per meritare la vittoria in tutti e tre i round.

### Passaggio ai pesi medi
Dopo questa sconfitta Machida prese la decisione di scendere nella divisione dei pesi medi, nella quale il compagno Anderson Silva non era più campione: avrebbe dovuto esordire nella divisione in novembre contro il berretto verde Tim Kennedy, ma accettò di sostituire l'infortunato Michael Bisping in un match contro il numero 5 dei ranking Mark Muñoz ad ottobre nel Regno Unito: Machida mise KO l'ex compagno d'allenamento con uno spettacolare calcio alla testa durante il primo round, ottenendo per la quarta volta il riconoscimento Knockout of the Night.
Nel febbraio 2014 sconfigge con merito l'ex campione Strikeforce e Dream Gegard Mousasi dinanzi al pubblico brasiliano, ottenendo così la possibilità di lottare per il titolo; al termine dell'incontro entrambi gli atleti vennero premiati con il riconoscimento Fight of the Night e Machida riportò un infortunio ad un piede.
Quel mese Machida accettò nel sostituire il connazionale Vítor Belfort nella sfida per il titolo dei pesi medi contro il campione in carica Chris Weidman, sfida programmata inizialmente per il 24 maggio 2014 con l'evento UFC 173: Weidman vs. Machida ma poi spostata al 5 luglio con l'evento UFC 175: Weidman vs. Machida a causa di un infortunio subito dall'avversario: Machida subì abbastanza passivamente il campione nei primi tre round e tornò in partita solamente nelle riprese aggiuntive per il titolo, ma non fu sufficiente per evitare la sconfitta; entrambi gli atleti vennero premiati con il riconoscimento Fight of the Night.
In dicembre torna alla vittoria, con un veloce KO contro il numero 10 dei ranking C.B. Dollaway, che gli valse il premio Performance of the Night; ad aprile del 2015 affronta l'ex campione dei pesi medi Strikeforce Luke Rockhold, venendo però sconfitto per sottomissione al secondo round. A maggio affrontò il talentuoso Yoel Romero: dopo due ottimi round caratterizzati da un formidabile scambio in piedi da parte di entrambi gli atleti, Machida venne sconfitto per KO al terzo round con una serie micidiale di gomitate al volto mentre si trovava al tappeto in posizione sfavorevole.
Il rematch contro Henderson venne organizzato per il 16 aprile 2016 all'evento UFC on Fox 19; il 13 aprile, tuttavia, Machida dichiarò di aver usato delle sostanze fuori dalle competizioni di MMA senza però sapere che fossero illegali: il brasiliano venne quindi rimosso dalla card e il match con Henderson saltò. In seguito si scoprì che la sostanza assunta da Machida conteneva 7-keto-DHEA, un agente anabolizzante.
Il 28 ottobre, di rientro dalla squalifica, perde per KO contro Derek Brunson mentre il 3 febbraio 2018 vince per decisione non unanime contro Eryk Anders. Il 12 aprile 2018 mette KO il connazionale Vítor Belfort con uno spettacolare calcio frontale che gli vale il premio Performance of the Night.

### Bellator MMA
Il 22 giugno 2018 la Bellator MMA annuncia di aver raggiunto un accordo con Machida, che si lega alla federazione di Scott Coker con un contratto per più incontri. Debutta nella nuova federazione il 15 dicembre 2018 affrontando l'ex campione dei pesi medi Rafael Carvalho, che batte per decisione non unanime.
Il 14 giugno 2019 batte per KO tecnico l'altro veterano ex UFC Chael Sonnen.

## Risultati nelle arti marziali miste
| Risultato | Record | Avversario        | Metodo                                    | Evento                                | Data              | Round | Tempo | Luogo                     | Note                                                             |
| --------- | ------ | ----------------- | ----------------------------------------- | ------------------------------------- | ----------------- | ----- | ----- | ------------------------- | ---------------------------------------------------------------- |
| Sconfitta | 26-12  | Fabian Edwards    | KO (gomitata e pugni)                     | Bellator 281                          | 13 maggio 2022    | 1     | 3:18  | Londra, Regno Unito       |                                                                  |
| Sconfitta | 26-11  | Ryan Bader        | Decisione (unanime)                       | Bellator 256                          | 9 aprile 2021     | 5     | 5:00  | Uncasville, Stati Uniti   | Quarti di finale del Bellator Light Heavyweight Grand Prix       |
| Sconfitta | 26-10  | Phil Davis        | Decisione (non unanime)                   | Bellator 245                          | 11 settembre 2020 | 3     | 5:00  | Uncasville, Stati Uniti   | Ritorno nei pesi mediomassimi.                                   |
| Sconfitta | 26-9   | Gegard Mousasi    | Decisione (non unanime)                   | Bellator 228                          | 28 settembre 2019 | 3     | 5:00  | Inglewood, Stati Uniti    |                                                                  |
| Vittoria  | 26-8   | Chael Sonnen      | KO tecnico (ginocchiata in salto e pugni) | Bellator 222                          | 14 giugno 2019    | 2     | 0:22  | New York, Stati Uniti     |                                                                  |
| Vittoria  | 25-8   | Rafael Carvalho   | Decisione (non unanime)                   | Bellator 213                          | 15 dicembre 2018  | 3     | 5:00  | Honolulu, Stati Uniti     | Debutto in Bellator MMA                                          |
| Vittoria  | 24-8   | Vítor Belfort     | KO (calcio al volto)                      | UFC 224: Nunes vs. Pennington         | 12 aprile 2018    | 2     | 1:00  | Rio de Janeiro, Brasile   | Performance of the Night                                         |
| Vittoria  | 23-8   | Eryk Anders       | Decisione (non unanime)                   | UFC Fight Night: Machida vs. Anders   | 3 febbraio 2018   | 5     | 5:00  | Belém, Brasile            |                                                                  |
| Sconfitta | 22-8   | Derek Brunson     | KO (pugni)                                | UFC Fight Night: Brunson vs. Machida  | 28 ottobre 2017   | 1     | 2:30  | San Paolo, Brasile        |                                                                  |
| Sconfitta | 22-7   | Yoel Romero       | KO (gomitate)                             | UFC Fight Night: Machida vs. Romero   | 27 giugno 2015    | 3     | 1:38  | Hollywood, Stati Uniti    |                                                                  |
| Sconfitta | 22-6   | Luke Rockhold     | Sottomissione (rear-naked choke)          | UFC on Fox: Machida vs. Rockhold      | 18 aprile 2015    | 2     | 2:31  | Newark, Stati Uniti       |                                                                  |
| Vittoria  | 22-5   | C.B. Dollaway     | KO Tecnico (calcio al corpo e pugni)      | UFC Fight Night: Machida vs. Dollaway | 20 dicembre 2014  | 1     | 1:02  | Barueri, Brasile          | Performance of the Night                                         |
| Sconfitta | 21-5   | Chris Weidman     | Decisione (unanime)                       | UFC 175: Weidman vs. Machida          | 5 luglio 2014     | 5     | 5:00  | Las Vegas, Stati Uniti    | Per il titolo dei pesi medi UFC, Fight of the Night              |
| Vittoria  | 21-4   | Gegard Mousasi    | Decisione (unanime)                       | UFC Fight Night: Machida vs. Mousasi  | 15 febbraio 2014  | 5     | 5:00  | Jaraguá do Sul, Brasile   | Fight of the Night                                               |
| Vittoria  | 20-4   | Mark Muñoz        | KO (calcio alla testa)                    | UFC Fight Night: Machida vs. Muñoz    | 26 ottobre 2013   | 1     | 3:10  | Manchester, Regno Unito   | Passa ai pesi medi, Knockout of the Night                        |
| Sconfitta | 19-4   | Phil Davis        | Decisione (unanime)                       | UFC 163: Aldo vs. Korean Zombie       | 3 agosto 2013     | 3     | 5:00  | Rio de Janeiro, Brasile   |                                                                  |
| Vittoria  | 19-3   | Dan Henderson     | Decisione (non unanime)                   | UFC 157: Rousey vs. Carmouche         | 23 febbraio 2013  | 3     | 5:00  | Anaheim, Stati Uniti      |                                                                  |
| Vittoria  | 18-3   | Ryan Bader        | KO (pugno)                                | UFC on Fox: Shogun vs. Vera           | 4 agosto 2012     | 2     | 1:32  | Los Angeles, Stati Uniti  |                                                                  |
| Sconfitta | 17-3   | Jon Jones         | Sottomissione Tecnica (ghigliottina)      | UFC 140: Jones vs. Machida            | 10 dicembre 2011  | 2     | 4:26  | Toronto, Canada           | Per il titolo dei pesi mediomassimi UFC, Fight of the Night      |
| Vittoria  | 17-2   | Randy Couture     | KO (calcio volante frontale)              | UFC 129: St-Pierre vs. Shields        | 30 aprile 2011    | 2     | 1:02  | Toronto, Canada           | Knockout of the Night                                            |
| Sconfitta | 16-2   | Quinton Jackson   | Decisione (non unanime)                   | UFC 123: Rampage vs. Machida          | 20 novembre 2010  | 3     | 5:00  | Auburn Hills, Stati Uniti |                                                                  |
| Sconfitta | 16-1   | Mauricio Rua      | KO (pugni)                                | UFC 113: Machida vs. Shogun 2         | 8 maggio 2010     | 1     | 3:35  | Montréal, Canada          | Perde il titolo dei pesi mediomassimi UFC                        |
| Vittoria  | 16-0   | Mauricio Rua      | Decisione (unanime)                       | UFC 104: Machida vs. Shogun           | 24 ottobre 2009   | 5     | 5:00  | Los Angeles, Stati Uniti  | Difende il titolo dei pesi mediomassimi UFC                      |
| Vittoria  | 15-0   | Rashad Evans      | KO (pugni)                                | UFC 98: Evans vs. Machida             | 23 maggio 2009    | 2     | 3:57  | Las Vegas, Stati Uniti    | Vince il titolo dei pesi mediomassimi UFC, Knockout of the Night |
| Vittoria  | 14-0   | Thiago Silva      | KO (pugni)                                | UFC 94: St-Pierre vs. Penn 2          | 31 gennaio 2009   | 1     | 4:59  | Las Vegas, Stati Uniti    | Knockout of the Night                                            |
| Vittoria  | 13-0   | Tito Ortiz        | Decisione (unanime)                       | UFC 84: Ill Will                      | 24 maggio 2008    | 3     | 5:00  | Las Vegas, Stati Uniti    |                                                                  |
| Vittoria  | 12-0   | Sokoudjou         | Sottomissione (triangolo di braccio)      | UFC 79: Nemesis                       | 29 dicembre 2007  | 2     | 4:20  | Las Vegas, Stati Uniti    |                                                                  |
| Vittoria  | 11-0   | Kazuhiro Nakamura | Decisione (unanime)                       | UFC 76: Knockout                      | 22 settembre 2007 | 3     | 5:00  | Anaheim, Stati Uniti      |                                                                  |
| Vittoria  | 10-0   | David Heath       | Decisione (unanime)                       | UFC 70: Nations Collide               | 21 aprile 2007    | 3     | 5:00  | Manchester, Regno Unito   |                                                                  |
| Vittoria  | 9-0    | Sam Hoger         | Decisione (unanime)                       | UFC 67: All or Nothing                | 3 febbraio 2007   | 3     | 5:00  | Las Vegas, Stati Uniti    | Debutto in UFC                                                   |
| Vittoria  | 8-0    | Vernon White      | Decisione (unanime)                       | WFA: King of the Streets              | 22 luglio 2006    | 3     | 5:00  | Los Angeles, Stati Uniti  |                                                                  |
| Vittoria  | 7-0    | Dimitri Wanderley | KO Tecnico (sfinimento)                   | Jungle Fight 6                        | 29 aprile 2006    | 3     | 3:24  | Manaus, Brasile           |                                                                  |
| Vittoria  | 6-0    | B.J. Penn         | Decisione (unanime)                       | K-1 Hero's 1                          | 26 marzo 2005     | 3     | 5:00  | Saitama, Giappone         | Incontro openweight                                              |
| Vittoria  | 5-0    | Sam Greco         | Decisione (non unanime)                   | K-1 MMA ROMANEX                       | 22 maggio 2004    | 3     | 5:00  | Saitama, Giappone         |                                                                  |
| Vittoria  | 4-0    | Michael McDonald  | Sottomissione (strangolamento)            | K-1 Beast 2004 in Niigata             | 14 marzo 2004     | 1     | 2:30  | Saitama, Giappone         |                                                                  |
| Vittoria  | 3-0    | Rich Franklin     | KO Tecnico (calcio alla testa e pugni)    | Inoki Bom-Ba-Ye 2003                  | 31 dicembre 2003  | 2     | 1:03  | Kōbe, Giappone            | Incontro catchweight (214 libbre)                                |
| Vittoria  | 2-0    | Stephan Bonnar    | KO Tecnico (ferita)                       | Jungle Fight 1                        | 13 settembre 2003 | 1     | 4:21  | Manaus, Brasile           |                                                                  |
| Vittoria  | 1-0    | Kengo Watanabe    | Decisione (unanime)                       | NJPW: Ultimate Crush                  | 2 maggio 2003     | 3     | 5:00  | Tokyo, Giappone           |                                                                  |

## Cinema
Lyoto Machida è stato coinvolto come attore non protagonista in alcuni film inerenti alle arti marziali miste:
- Never Back Down - Combattimento letale (Never Back Down 2: The Beatdown), regia di Michael Jai White (2011)
- Tapped, regia di Allan Ungar (2013)